# Anatomia del miracolo
Anatomia del miracolo (Le Bleu miraculeux) è un film del 2017 diretto da Alessandra Celesia.

## Trama
Giusi è una disabile napoletana in sedia a rotelle dalla nascita, quasi del tutto non vedente. Vive di fronte al Santuario della Madonna dell'Arco, alle pendici del Vesuvio, nota anche come ‘’Madonna del Livido’’ per il segno che le distingue il volto e che secondo la tradizione risaliva al XV secolo, quando sul viso della statua, danneggiata dai calci di un uomo che bestemmiava dopo aver perso al gioco, era rimasto un livido poi interpretato come un miracolo, non meno che quale sussidio ‘potente’, capace di dar sollievo o addirittura eliminare le cicatrici che segnano il corpo e l’anima.
Antropologa dedita allo studio della devozione mariana, Giusi è laica ma si occupa di interviste con spirito di forte rispetto e addirittura affettuosa amicizia nei confronti della Madonna. È una donna razionale e stenta a non interrogarsi sul perché una tale ferita sia toccata “proprio a lei”: ma, come le fa notare una disabile come lei, se tuttavia non chiede miracoli, atto che comunque richiede una forza interiore, non è perché in fondo le va bene così? 
Fortemente devota, distinta da una fede pura e a tratti ingenua, è invece Fabiana, una transessuale che anima un gruppo di fedeli in un quartiere popolare del centro di Napoli e ha un profondo rapporto d’affetto con la propria nipotina. 
Nello stesso quartiere insegna musica ai bambini la pianista coreana Sue, affascinata da una spiritualità lontana dalla propria cultura ed in cerca dei propri ritmi di vita.
Le tre donne sono ugualmente portatrici di “lividi” interiori e, dinanzi ad una realtà fitta di ostacoli e contraddizioni, tra fede sincera, misticismo, superstizioni e devozionismo, si pongono in atteggiamento di ricerca circondate da un’umanità varia (di abitanti e pellegrini, devoti e laici, scugnizzi e vecchi, cantanti neomelodici, artisti veri o sedicenti, suore abituate a lavorare con vecchie macchine da cucire o consorelle giovani che con lo smartphone inseguono il canto degli uccelli) ma anch’essa segnata da ferite, emarginazione, brutture, eppure spesso sostenuta da un’impregiudicabile dignità.
È in fondo l’atteggiamento stesso di Giusi, la figura catalizzatrice nel film, che dialoga con la Madonna sebbene dica di non credere e non preghi in maniera tradizionale, ma che ugualmente le domanda, con semplicità e confidenza, di posare lo sguardo su di lei, che non chiede miracolo alcuno riconoscendo di essere se stessa e la propria maturazione proprio in quanto ferita e “diversamente abile”, secondo facili formule altrui che nascondono indifferenza e incomprensione oltre che incapacità di accettare il dolore e la difficoltà: e in fondo non è proprio questo il miracolo?

## Distribuzione
Il film è stato presentato al Festival di Locarno e al Festival dei Popoli.

## Riconoscimenti
- 2018 - Société Civile des Auteurs Multimedia
  - Premio les Étoiles de la Scam.